# Odczynnik Czugajewa
Odczynnik Czugajewa – 1% roztwór dimetyloglioksymu w alkoholu etylowym, wprowadzony do analizy przez Lwa Czugajewa w 1905 roku. Stosowany w analizie chemicznej jako bardzo czuły wskaźnik chemiczny do wykrywania szeregu metali, poprzez tworzenie z roztworami wodnymi ich soli barwnych związków kompleksowych. Stosowany do wykrywania: Ni, Pd, Pt, Rh, Bi, Pb, Cd, Cu, Fe, Co. Szczególnie czuły wobec nawet śladowych soli niklu.